# Call Me Maybe
Call Me Maybe (englisch für Ruf mich vielleicht an) ist ein Lied der kanadischen Singer-Songwriterin Carly Rae Jepsen. In Kanada erschien das Lied am 20. September 2011 als Lead-Single ihrer ersten EP Curiosity. Zudem ist der Titel auf ihrem zweiten Studioalbum Kiss enthalten. Nachdem Justin Bieber und Selena Gomez etwas über das Lied getweetet hatten, bekam Jepsen internationale Aufmerksamkeit, was ihr einen Plattenvertrag bei dem Label Schoolboy Records einbrachte. Daraufhin wurde der Titel am 22. Februar 2012 als Download in den Vereinigten Staaten veröffentlicht.
Mit Call Me Maybe gelang Jepsen der internationale Durchbruch. Weltweit erreichte das Lied die Top Ten der Singlecharts, unter anderem in Belgien, Dänemark, Deutschland, Frankreich, den Niederlanden, Norwegen und Schweden. In Australien, Finnland, Großbritannien, Irland, Kanada, Neuseeland, Polen, Schottland, der Schweiz, Tschechien und den Vereinigten Staaten erreichte der Titel sogar die Spitzenposition der Singlecharts.

## Hintergrund und Komposition
Geschrieben wurde Call Me Maybe von Carly Rae Jepsen, Tavish Crowe und Josh Ramsay und von letzterem auch produziert. In Kanada erschien das Lied am 20. September 2011 als erste Singleauskopplung aus dem EP Curiosity, durch das Plattenlabel 604. Im Januar 2012 waren die Popsänger Justin Bieber und Selena Gomez in Kanada, wo sie den Titel im Radio hörten. Daraufhin twitterten sie dies auf ihren offiziellen Twitter-Accounts, was Jepsen internationale Aufmerksamkeit einbrachte und einen Plattenvertrag beim Plattenlabel Schoolboy Records. Biebers Manager Scooter Braun sagte, dass Bieber noch nie zuvor einen Musiker so gefördert habe wie jetzt. Weltweit wurde die Single durch Interscope Records veröffentlicht. Call Me Maybe ist ein dynamischer Titel mit Einflüssen der Genres Dance-Pop und R&B.

## Musikvideo
Das von Ben Knechtel produzierte Musikvideo erschien am 1. März 2012. Es fängt damit an, dass Jepsen vom Fenster aus ihren Nachbarn, dargestellt von Holden Nowell, beim Rasenmähen beobachtet. Nachdem er sein Hemd ausgezogen hat, schaut er zum Fenster, woraufhin Jepsen befürchtet, er habe sie bemerkt, und sich daraufhin reflexartig unterhalb des Fensters versteckt. Danach singt sie mit ihrer Band in ihrer Garage. Anschließend drängen ihre Bandmitglieder sie dazu, das Auto zu waschen, um damit Nowell auf sich aufmerksam zu machen, der nebenan sein Auto repariert. Jepsen zeigt beim Waschen vollen Körpereinsatz, legt sich aufs Auto und lächelt ihm zu. Dabei verliert sie jedoch den Halt und fällt herunter. Während sie benommen davon träumt, Nowell zu küssen, kommt er ihr zu Hilfe, sie steht wieder auf und geht erneut in die Garage, um ihm das Lied vorzuspielen. Am Ende will sie ihm ihre Telefonnummer geben, er jedoch gibt seine Telefonnummer dem Gitarristen der Band. So stellt sich schließlich heraus, dass er schwul und an Jepsen nicht interessiert ist.
Auf YouTube erreichte das Video bis jetzt (Mai 2025) über 1,7 Milliarden Klicks.
Im Februar 2012 veröffentlichte Carlos Pena von Big Time Rush zusammen mit Ashley Tisdale, Justin Bieber und Selena Gomez ein Viral-Video zum Lied. Auf YouTube erreichte dieses über 50 Millionen Klicks. Am 19. April 2012 veröffentlichte auch Katy Perry ein Viral-Video zum Lied auf YouTube, zusammen mit ihren Freunden, welches über 3,2 Millionen Klicks erreichte. Diese Coverversion erreichte als „Tribute Team“ für eine Woche Platz 49 der UK Singles Chart.

### Coverversionen
- 2012: Jess Moskaluke
- 2012: The Baseballs (Rock’n’Roll-Version)
- 2012: Kidz Bop Kids
- 2012: Boyce Avenue
- 2012: Cimorelli
- 2012: Ben Howard
- 2012: Sir Rex Kantatero und Pakito Jones (Don’t Be Angry)
- 2013: Scott Bradlee’s Postmodern Jukebox
- 2014: PelleK
- 2016: Leo Moracchioli

## Kommerzieller Erfolg

### Chartplatzierungen
In den australischen Singlecharts debütierte das Lied am 18. März 2012 auf Position 39. Vier Wochen später erreichte das Lied Platz 1 in Australien. Auch in Neuseeland erreichte das Lied die Höchstposition nach 4 Wochen, nachdem der Titel auf Platz 22 debütierte. In Kanada erreichte der Titel die Höchstposition im Februar 2012, womit Jepsen die sechste Kanadierin ist, die je einen Nummer-eins-Hit in Kanada hatte. Auch in Finnland, Irland, Schottland und Großbritannien erreichte Call Me Maybe die Spitzenposition. In den Vereinigten Staaten erreichte der Titel die Spitzenposition der Billboard Hot 100, wo er sich neun Wochen durchgehend halten konnte. In den deutschen Singlecharts debütierte Call Me Maybe auf der Position 12. Nach einer Woche stieg das Lied um 4 Plätze auf Position 8. In der dritten Woche stieg der Song in die Top 3 ein.
| ChartsChartplatzierungen       | Höchstplatzierung | Wochen |
| ------------------------------ | ----------------- | ------ |
| Deutschland (GfK)              | 3 (54 Wo.)        | 54     |
| Österreich (Ö3)                | 3 (50 Wo.)        | 50     |
| Kanada (MC)                    | 1 (71 Wo.)        | 71     |
| Schweiz (IFPI)                 | 1 (60 Wo.)        | 60     |
| Vereinigte Staaten (Billboard) | 1 (50 Wo.)        | 50     |
| Vereinigtes Königreich (OCC)   | 1 (54 Wo.)        | 54     |

| ChartsJahrescharts (2012)      | Platzierung |
| ------------------------------ | ----------- |
| Deutschland (GfK)              | 6           |
| Österreich (Ö3)                | 6           |
| Schweiz (IFPI)                 | 5           |
| Vereinigte Staaten (Billboard) | 2           |
| Vereinigtes Königreich (OCC)   | 2           |

| ChartsJahrescharts (2010–2019) | Platzierung |
| ------------------------------ | ----------- |
| Österreich (Ö3)                | 44          |
| Vereinigte Staaten (Billboard) | 13          |
| Vereinigtes Königreich (OCC)   | 61          |

### Auszeichnungen für Musikverkäufe
| Land/Region                  | Auszeichnungen für Musikverkäufe (Land/Region, Auszeichnung, Verkäufe) | Verkäufe   |
| ---------------------------- | ---------------------------------------------------------------------- | ---------- |
| Australien (ARIA)            | 13× Platin                                                             | 910.000    |
| Belgien (BRMA)               | Platin                                                                 | 30.000     |
| Brasilien (PMB)              | Diamant                                                                | 250.000    |
| Dänemark (IFPI)              | Platin                                                                 | 30.000     |
| Deutschland (BVMI)           | 5× Gold                                                                | 750.000    |
| Finnland (IFPI)              | 4× Platin                                                              | 160.000    |
| Frankreich (SNEP)            | Gold                                                                   | 100.000    |
| Italien (FIMI)               | 2× Platin                                                              | 60.000     |
| Japan (RIAJ)                 | Diamant                                                                | 1.000.000  |
| Kanada (MC)                  | Diamant                                                                | 800.000    |
| Neuseeland (RMNZ)            | 6× Platin                                                              | 180.000    |
| Niederlande (NVPI)           | 2× Platin                                                              | 40.000     |
| Österreich (IFPI)            | Platin                                                                 | 30.000     |
| Schweden (IFPI)              | 4× Platin                                                              | 160.000    |
| Schweiz (IFPI)               | 3× Platin                                                              | 90.000     |
| Spanien (Promusicae)         | 2× Platin                                                              | 120.000    |
| Vereinigte Staaten (RIAA)    | Diamant                                                                | 10.000.000 |
| Vereinigtes Königreich (BPI) | 5× Platin                                                              | 3.000.000  |
| Insgesamt                    | 2× Gold · 46× Platin · 4× Diamant ·                                    | 17.710.000 |

### Auszeichnungen für Musikstreaming
| Land/Region     | Auszeichnungen für Musikverkäufe (Land/Region, Auszeichnung, Verkäufe) | Verkäufe   |
| --------------- | ---------------------------------------------------------------------- | ---------- |
| Dänemark (IFPI) | 4× Platin                                                              | 7.200.000  |
| Japan (RIAJ)    | Silber                                                                 | 30.000.000 |
| Insgesamt       | 1× Silber · 4× Platin ·                                                | 37.000.000 |

## Coverversionen und Parodien
The Baseballs coverten den Song 2012 als Rock-’n’-Roll-Version. Alex Goot, Chad Sugg und Dave Days veröffentlichten eine Coverversion auf YouTube, die mehr als 6,5 Millionen Mal angesehen wurde. Das Krümelmonster veröffentlichte am 10. Juli 2012 unter dem Titel Share It Maybe eine Parodie, die am ersten Tag auf YouTube knapp 1 Mio. Menschen und insgesamt über 12 Mio. Aufrufe erreichte. Bei 1:43 taucht das Originalvideo auf einem Computerbildschirm auf. Der Stil geht wiederum auf Carly Rae Jepsens Version des Videos aus der Jimmy Fallon Show zurück. Das deutsche Comedytrio Y-Titty veröffentlichte ebenfalls eine Parodie zum Lied, welche bereits über 9,0 Millionen Mal angeschaut wurde. Eine anzügliche englischsprachige Parodie des Liedes erreichte über YouTube mehr als 21,8 Mio. Zuschauer. Eine weitere Parodie des US-amerikanischen Comedyduos Wassabi erreichte über 43 Millionen Aufrufe auf YouTube. Weiterhin wurde das Lied von The Key of Awesome! parodiert. Diese Version wurde über 20,3 Millionen Mal angeschaut. Ebenfalls wurde eine Coverversion des Liedes mit Barack Obama veröffentlicht, welche über 49 Millionen Mal angeschaut wurde. In dieser gibt er seine Telefonnummer einem Araber am Ende des Liedes, welcher der Gitarrist ist. Auch in der Fernsehserie Glee wurde das Lied gecovert.
Neben Coverversionen erlangten auch einige Videos große Bekanntheit, in denen die Auftretenden zum Originallied nur ihre Lippen bewegen und tanzen. Die US-Schwimmnationalmannschaft veröffentlichte im Vorfeld der Olympischen Sommerspiele 2012 in London 2012 ebenfalls ein solches „Covervideo“. Darin treten Sportstars wie Missy Franklin, Rebecca Soni, Ryan Lochte und Michael Phelps auf. Besonders berühmt wurden auch ein Video der Cheerleader der Miami Dolphins und eine Reaktion auf dieses Video, in der in Afghanistan stationierte US-Soldaten das Cheerleadervideo Bild für Bild nachstellen.